# Mestaruussarja 1951
La Mestaruussarja 1951 fu la quarantaduesima edizione della massima serie del campionato finlandese di calcio, la ventunesima come Mestaruussarja. Il campionato, con il formato a girone unico e composto da dieci squadre, venne vinto dal KTP, prima squadra appartenente alla Suomen Työväen Urheiluliitto (TUL) a vincere la Mestaruussarja, e vide la retrocessione dell'Ilves-Kissat, vincitore della precedente edizione.

## Squadre partecipanti
| Club         | Città       | Stagione 1950                      |
| ------------ | ----------- | ---------------------------------- |
| Haka         | Valkeakoski | 8º posto in Mestaruussarja         |
| Ilves-Kissat | Tampere     | Campione di Finlandia              |
| KIF          | Helsinki    | 6º posto in Mestaruussarja         |
| KTP          | Kotka       | 4º posto in Mestaruussarja         |
| KuPS         | Kuopio      | 2º posto in Mestaruussarja         |
| Sudet        | Helsinki    | 1º posto in Suomensarja Itälohko   |
| TPK          | Turku       | 1º posto in Suomensarja Länsilohko |
| TPS          | Turku       | 7º posto in Mestaruussarja         |
| VPS          | Vaasa       | 5º posto in Mestaruussarja         |
| VIFK         | Vaasa       | 3º posto in Mestaruussarja         |

## Classifica finale
|  | Pos. | Squadra      | Pt | G  | V  | N | P  | GF | GS | DR  |
|  | ---- | ------------ | -- | -- | -- | - | -- | -- | -- | --- |
|  | 1.   | KTP          | 27 | 18 | 10 | 7 | 1  | 44 | 26 | +18 |
|  | 2.   | VIFK         | 26 | 18 | 10 | 6 | 2  | 45 | 24 | +21 |
|  | 3.   | TPK          | 23 | 18 | 8  | 7 | 3  | 40 | 25 | +15 |
|  | 4.   | Haka         | 19 | 18 | 7  | 5 | 6  | 38 | 32 | +6  |
|  | 5.   | KuPS         | 18 | 18 | 8  | 2 | 8  | 38 | 35 | +3  |
|  | 6.   | TPS          | 18 | 18 | 7  | 4 | 7  | 41 | 41 | 0   |
|  | 7.   | KIF          | 18 | 18 | 8  | 2 | 8  | 40 | 42 | -2  |
|  | 8.   | VPS          | 17 | 18 | 5  | 7 | 6  | 34 | 31 | +3  |
|  | 9.   | Sudet        | 9  | 18 | 3  | 3 | 12 | 18 | 52 | -34 |
|  | 10.  | Ilves-Kissat | 5  | 18 | 1  | 3 | 14 | 17 | 47 | -30 |

Legenda:
      Campione di Finlandia
      Retrocesse in Suomensarja
Note:
Due punti a vittoria, uno a pareggio, zero a sconfitta.